# Promises (filme)
Promises é um documentário israelense de 2001 indicado ao Oscar que põe um olhar sobre o conflito entre Israel e Palestina a partir da perspectiva de sete crianças que moram em comunidades palestinas na Cisjordânia e os vizinhos israelenses de Jerusalém.
O filme segue a jornada do cineasta, americano-israelense, B.Z. Goldberg num encontro com 7 crianças palestinas e israelenses de idades entre 9 e 13 anos, observando o conflito do centro-oeste através de seus olhares. Mais do que focar especificamente nos eventos políticos, o filme dá voz a estas crianças, que, apesar de viverem a apenas 10 minutos de distância, habitam mundos completamente divergentes.
O filme foi gravado entre 1995 e 2000 e foi produzido em associação com o Independent Television Service através de um financiamento parcialmente provido pela Corporation for Public Broadcasting.[carece de fontes?]
O filme inclui diálogos em árabe, hebraico e inglês.
No ano de 2004 os cineastas produziram um seguimento do filme chamado em português de Promessas: Quatro anos depois, que contem entrevistas e atualizações da vida atual das crianças. Este video tem uma duração de 25 minutos e é incluso no DVD lançado.[carece de fontes?]

## Prêmios e indicações
Foi indicado a melhor documentário do Oscar 2002.